# Agnes Annie Drake
Agnes Annie de Canterbury o Agnes Annie Drake, fue una pirata inglesa, que se auto proclamaba ser la hija Francis Drake, lo que hizo que se ganara, muchos enemigos, sus grandes logros los realizó en las costa africanas.

## Biografía

### Vida Antes de la Piratería
Agnes, nacida el 7 de enero de 1573 en Kent, fue dejada en las puertas de la Catedral de Canterbury, con una carta. Fue educada como una joven de la época, nunca supo quienes fueron sus padres, salvo por esa carta que explicaba que la dejaron, por ser hija de un despiadado Pirata y Corsario. A los 15 años indagó sobre su vida y dedujo que su padre era el famoso Corsario inglés Francis Drake. A los 17 años se embarcó en un Barco que iba al nuevo mundo, pero fue abordado por piratas irlandeses; ella usó su creencia de ser la hija de Drake, para lograr hablar con la Capitana Grace O'Malley; gracias a su carisma y buenos modales se ganó la confianza de O'Malley y se unió a su tripulación.

### Años como Pirata
A los 3 años de unirse a la tripulación de O'Malley, fue nombrada capitana de la fragata Saint  Bridget of Kildare, a la que Agnes renombró como: In honor of my Holy Father Drake. En ella navegó por las costa africanas y se dedicó a saquear barcos españoles, franceses, ingleses, que iban a  América, además de atacar barcos que transportaban esclavos, a los que unía a su tripulación. 

### Muerte
Durante un saqueo a un barco español, en medio de una tormenta, la tripulación de Agnes se cruzó con el barco de Salomo de Veenboer, produciéndose un enfrentamiento, del cual salió victorioso Veenboer. Agnes Annie se hundió con su barco, atada al mástil, despojada de sus vestimentas. Los miembros de su tripulación, tomados como rehenes, fueron obligados a ver cómo su capitana se hundía con su barco, luego fueron degollados y arrojados al océano en el sitio de la batalla. 
Agnes murió en el mismo año que Grace O'Malley